# Pere Tornè Esquius
Pere Tornè Esquius (ou Torné Esquius, parfois prénommé Pedro), né à Sant Martí de Provençals (Catalogne) en 1879 et mort à Flavacourt en 1936, est un peintre et dessinateur catalan.
Il étudie la peinture à l'École de la Llotja de Barcelone. En 1903, il expose pour la première fois à la galerie du célèbre collectionneur catalan Joan Baptista Parés i Carbonell (ca) (1847-1926). En 1905, il monte à Paris et expose au Salon des humoristes ainsi qu'au Salon d'automne, montrant des scènes de la vie urbaine. Il partage sa vie entre Barcelone et la capitale française.
Il fut, entre autres, un collaborateur assidu du journal Le Rire.
Une grande partie de son travail d'illustrateur concernait les livres destinés aux enfants. Son style, très original, a été redécouvert à partir de la fin des années 1980.

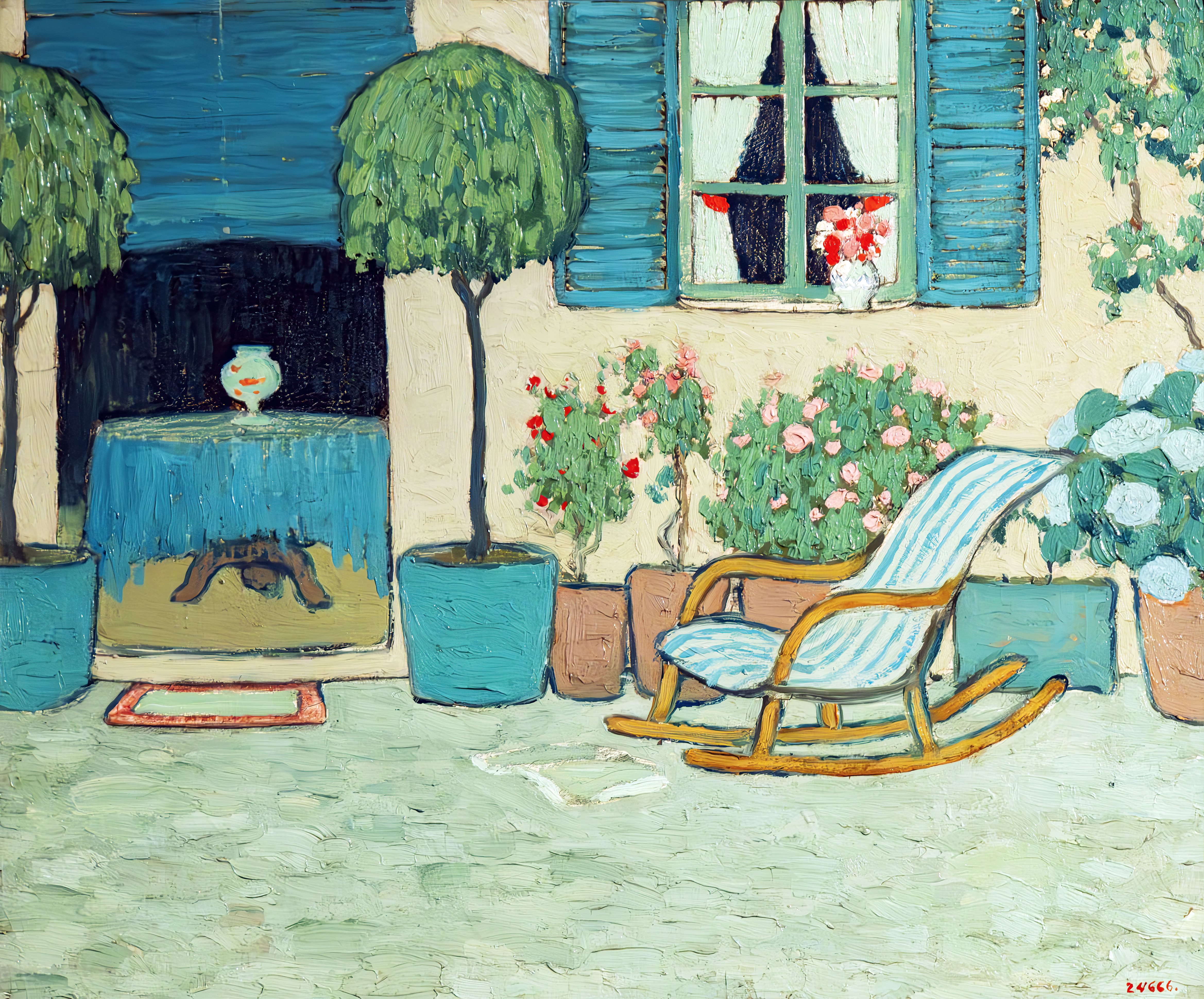
La chaise à bascule, 1913 Musée national d'Art de Catalogne
Salle à manger, 1914 Musée national d'Art de Catalogne[2]
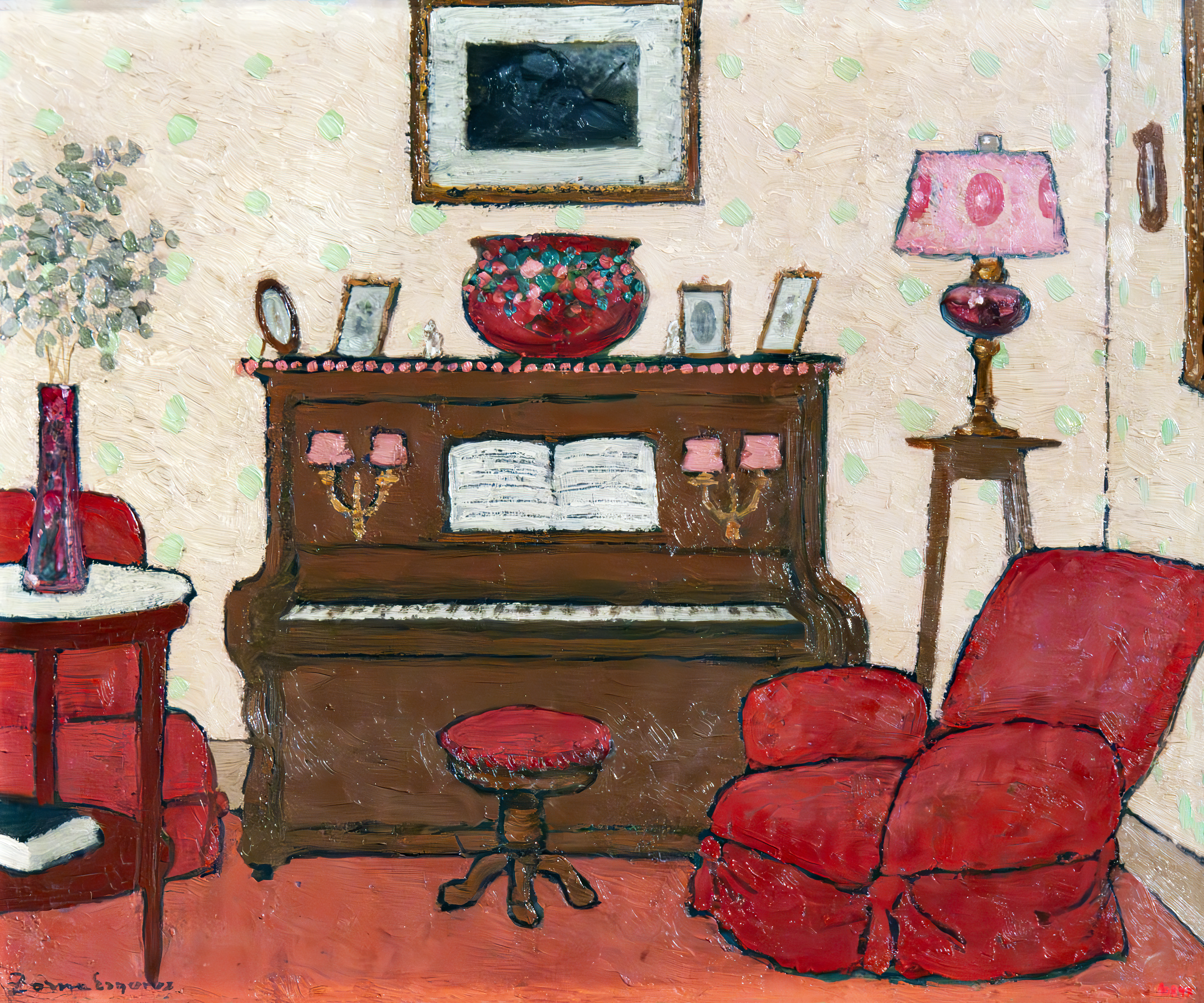
Intérieur avec piano, 1914 Musée national d'Art de Catalogne